# Gormiti che miti! - Il ritorno dei Signori della Natura!
Gormiti che miti! - Il ritorno dei Signori della Natura! è un album di artisti vari delle sigle della serie animata omonima, cantate da Giorgio Vanni e altri artisti, e pubblicato nel 2008. L'album è stato distribuito da RTI S.p.A. attraverso il circuito delle edicole con la collaborazione di Giochi Preziosi.

## Il disco
L'album contiene la prima sigla italiana del cartone animato e altri dodici brani inerenti a personaggi e ai fatti della serie animata che, durante la trasmissione televisiva, si sono alternate come sigle di chiusura. Le canzoni sono tutte anticipate da un'introduzione, ognuna di queste riprende un verso della canzone che anticipa. L'ultima traccia è una versione reprise di 30 secondi della sigla.
La copertina dell'album raffigura i 4 protagonisti della serie mentre all'interno vi è un booklet con tutti i testi delle canzoni e le informazioni in merito alla produzione dell'opera.

## Tracce
1. Gormiti che miti! (Intro) – 0:13
2. Gormiti che miti! – 3:21 (testo: Alessandra Valeri Manera, Max Longhi, Giorgio Vanni – musica: Max Longhi, Giorgio Vanni)
3. L'isola di Gorm (Intro) – 0:11
4. L'isola di Gorm – 3:03 (testo: Angiolina Gobbi, Antonio Divincenzo – musica: Antonio D'Ambrosio)
5. Il popolo della foresta (Intro) – 0:09
6. Il popolo della foresta – 3:34 (testo: Max Longhi, Giorgio Vanni – musica: Max Longhi, Giorgio Vanni)
7. Il popolo dell'aria (Intro) – 0:15
8. Il popolo dell'aria – 2:41 (testo: Graziella Caliandro – musica: Fausto Cogliati)
9. Vulcano sarà (Intro) – 0:11
10. Vulcano sarà – 3:11 (testo: Leonardo Abbate – musica: Goffredo Orlandi)
11. Gli occhi della vita (Intro) – 0:16
12. Gli occhi della vita – 3:34 (testo: Fabio Gargiulo, Max Longhi, Giorgio Vanni – musica: Max Longhi, Giorgio Vanni)
13. Il popolo del mare (Intro) – 0:16
14. Il popolo del mare – 3:29 (testo: Antonietta Ruggiero – musica: Roberto Baldi)
15. Il vecchio saggio (Intro) – 0:11
16. Il vecchio saggio – 3:25 (testo: Fabio Gargiulo, Max Longhi, Giorgio Vanni – musica: Max Longhi, Giorgio Vanni)
17. Orrore (Intro) – 0:16
18. Orrore – 3:27 (testo: Graziella Caliandro – musica: Francesco Caruso)
19. Magmion (Intro) – 0:15
20. Magmion – 3:34 (testo: Oscar Avogadro – musica: Lucio Fabbri)
21. Gli antichi guardiani (Intro) – 0:15
22. Gli antichi guardiani – 3:05 (testo: Max Longhi, Giorgio Vanni – musica: Max Longhi, Giorgio Vanni)
23. Il popolo della terra (Intro) – 0:12
24. Il popolo della terra – 3:02 (testo: Graziella Caliandro – musica: Fausto Cogliati)
25. Lavion (Intro) – 0:12
26. Lavion – 3:08 (testo: Oscar Avogadro – musica: Alberto Radius)
27. Gormiti, che miti (Finale) – 0:33 (testo: Alessandra Valeri Manera – musica: Max Longhi, Giorgio Vanni)

## Interpreti
| Interpreti         | Brano |
| ------------------ | --- |
| Giorgio Vanni      | Gormiti che miti!, Il popolo della foresta, Gli occhi della vita, Il vecchio saggio, Gli antichi guardiani, Gormiti che miti (finale) |
| Fabio Ingrosso     | Tutte le tracce dispari, Il popolo dell'aria, Il popolo della terra                                                                   |
| Antonio Divincenzo | L'isola di Gorm |
| Leonardo Abbate    | Vulcano sarà |
| Daniela Carelli    | Il popolo del mare |
| Silvio Pozzoli     | Orrore, Magmion |
| Moreno Ferrara     | Lavion |

## Produzione
- Paolo Paltrinieri – Produzione discografica
- Fabrizio Martini – Assistente alla produzione musicale per Opera srl
- Marina Arena – Coordinamento
- Tony De Padua – Coordinamento
- Luca Vittori – Mastering all'RTI Recording Studio, Cologno Monzese (MI)
- Giuseppe Spada – Grafica

## Produzione e formazione dei brani

### Gormiti che miti
- Max Longhi – tastiera, programmazione
- Giorgio Vanni, Fabio Gargiulo – chitarre
- Vera Quarleri – cori
- Marco Gallo – cori
- Angelo Albani – cori

### L'isola di Gorm
- Antonio D'Ambrosio – tastiera, programmazione
- Marco Gallo – cori
- Gisella Cozzo – cori
- Claudia D'Ulisse – cori

### Il popolo della foresta
- Max Longhi – tastiera, programmazione, cori
- Giorgio Vanni – chitarra, cori
- Fabio Gargiulo – chitarra
- Roberta Granà – cori
- Marco Gallo – cori

### Il popolo dell'aria
- Fausto Cogliati – tastiera, chitarre, programmazione
- Lola Feghaly – cori
- Fabio Ingrosso – cori

### Vulcano sarà
- Goffredo Orlandi – tastiera, programmazione, cori
- Leonardo Abbate – cori

### Gli occhi della vita
- Max Longhi – tastiera, programmazione, cori
- Giorgio Vanni – chitarra, cori
- Fabio Gargiulo – chitarra
- Vinicio Vinago – batteria
- Roberta Granà – cori
- Marco Gallo – cori

### Il popolo del mare
- Roberto Baldi – tastiera, programmazione

### Il vecchio saggio
- Max Longhi – tastiera, programmazione, cori
- Giorgio Vanni – chitarra, cori
- Fabio Gargiulo – chitarra
- Vinicio Vinago – batteria
- Roberta Granà – cori
- Marco Gallo – cori

### Orrore
- Francesco Caruso – tastiera, chitarra, programmazione
- Angelo Albani – cori
- Gisella Cozzo – cori
- Nadia Biondini – cori

### Magmion
- Stefano Cisotto – programmazione
- Lucio Fabbri – tastiere, chitarre
- Silvio Pozzoli – cori
- Elena De Salve – cori

### Gli antichi guardiani
- Max Longhi –  tastiera, programmazione, cori
- Giorgio Vanni – chitarra, cori
- Fabio Gargiulo – chitarra
- Roberta Granà – cori
- Marco Gallo – cori

### Il popolo della terra
- Fausto Cogliati – tastiera, chitarre, programmazione
- Lola Feghaly – cori
- Fabio Ingrosso – cori

### Lavion
- Alberto Radius – tastiera, programmazione

## Differenze con la ristampa
Nel 2009 l'album è stato ristampato e distribuito nei punti di vendita tradizionali e distribuito da Edel su licenza RTI. L'opera rimane invariata se non per il booklet che viene ridotto soltanto a un paio di pagine contenenti i crediti delle canzoni.